# Sunroof
Sunroof is een nummer van de Amerikaanse zanger Nicky Youre en de Amerikaanse producer Dazy uit 2022.
Youre schreef het nummer toen hij in het voorjaar van 2021 internationale bedrijfskunde studeerde aan de University of California, San Diego. Hij schreef het nummer in een nacht dat hij zich ziek voelde. Met "Sunroof" wilde Youre een nummer maken dat pakkend was, zodat het in je hoofd blijft hangen. Het nummer gaat dan ook over het gevoel van opwinding dat je krijgt als je iemand ontmoet waar je maar aan blijft denken. In de tekst zingt Youre hoe hij 's nachts over de snelweg van Californië rijdt. Hij heeft het zonnedak naar beneden, de radio aan en zijn nieuwe vriendin aan zijn zijde.
"Sunroof" werd, mede door TikTok, wereldwijd een hit. Zo bereikte het de 4e positie in de Amerikaanse Billboard Hot 100. In de Nederlandse Top 40 was het met een bescheiden 36e positie iets minder succesvol, in de Vlaamse Ultratop 50 deed het nummer het beter met een 7e positie.